# トピカ (軽巡洋艦)
トピカ (USS Topeka, CL-67/CLG-8) は、アメリカ海軍の軽巡洋艦。クリーブランド級軽巡洋艦の11番艦。後にミサイル巡洋艦へ改装され、プロビデンス級ミサイル巡洋艦の3番艦となる。艦名はカンザス州トピカに因む。その名を持つ艦としては2隻目。

## 艦歴
「トピカ」は1943年4月21日にマサチューセッツ州クインシーのベスレヘム・スチール社で起工し、1944年8月19日にフランク・J・ウォレン夫人によって進水、1944年12月23日にボストン海軍工廠でトーマス・L・ワットルス艦長の指揮下で就役する

### 1940年代
西インド諸島での整調および整調後の補修が完了すると、「トピカ」は太平洋艦隊に合流するため1945年4月10日にボストンを出港する。翌日、軽巡洋艦「オクラホマシティ(USS Oklahoma City, CL-91) 」と合流し、2隻はクレブラ島、グアンタナモ湾経由でパナマ運河に向かう。4月19日にパナマ運河を通過し、翌20日に太平洋艦隊に合流する。4月21日、2隻は真珠湾に向かい、5月2日に到着する。ハワイ諸島で3週間近く砲撃訓練を行い、その後第18巡洋艦部隊の旗艦として西へ向かう。6月1日にウルシー環礁に到着し、三日間の停泊の後、空母「ボノム・リシャール (USS Bon-Homme Richard, CV-31) 」、戦艦「オクラホマシティ」、駆逐艦「モール (USS Moale, DD-693) 」「リングゴールド(USS Ringgold, DD-500) 」と共に出航し第38任務部隊 (TF38) に合流する。
高速空母部隊との最初の巡航でトピカは空母の護衛を行い、空母艦載機部隊は沖縄、日本本土へ3度の攻撃を行った。6月8日に第38任務部隊は九州の鹿屋飛行場を攻撃した。翌日沖縄本島から200マイル西の沖大東島を攻撃した。第一回目の戦闘巡航における最後の攻撃は6月10日に行われた。第38.1任務群の艦載機部隊は南大東島の飛行場へ攻撃を行った。トピカを含む護衛艦隊は島の他の施設に対して砲撃を行った。戦闘が終了すると、トピカは第38.1任務群の他の艦艇と共にレイテ島のサンペドロ湾に向かう。
6月後半をレイテ島で補給と休養に費やした「トピカ」は7月1日、6週間にわたる日本本土への空襲作戦のためTF38とともに出撃した。7月10日、TF38は東京を爆撃した。次に北海道へ向けて北上し、函館と室蘭周辺を2日間にわたり爆撃した。7月16日に給油のため退いたが、7月17、18日に再度東京を爆撃した。7月18日の夜、「トピカ」は軽巡「ダルース (USS Duluth, CL-87)」「アトランタ (USS Atlanta, CL-104) 」、戦艦「オクラホマシティ」、そして第62駆逐隊とともに相模灘で敵艦と直接砲火を交えており、その際に野島崎を砲撃している。空母機動部隊は7月19～20日にかけて補給を受けた受けた後、7月24日～28日に瀬戸内海と中部地方の港湾を爆撃した。
7月末に台風を回避するため空母群はいったん撤退し、8月の第2週に航空作戦が再開されると「トピカ」はTF38とともに北上し、空母艦載機は本州北部の航空施設を攻撃するため出撃態勢に入った。8月9日～10日にかけて行われたこの作戦では、テニアン島のB-29基地を攻撃するため集結していた2,000人の片道特攻部隊の輸送手段を奪うことができた。空母艦載機は8月12～13日に東京を爆撃し、帰還後に再度の攻撃に向けて発進したが、8月15日に日本の降伏が伝えられた。
終戦後、「トピカ」は日本の領海内を哨戒し、9月中旬に東京湾へ入り、10月1日に帰国の途に就くまで同地に留まった。10月4日、帰国する退役軍人529名を乗艦させるため沖縄へ寄港し、翌日にアメリカ本国を向かった。10月19日、オレゴン州ポートランドに到着し、乗客を下ろした。10日後、オーバーホールを受けるためサンペドロに向かった。1946年1月3日、「トピカ」は極東を目指して出港した。1月24日に横浜港に到着し、日本・中国・中部太平洋諸島のアメリカ占領軍を支援する任務に就いた。この間に佐世保、青島と上海、マニラ、グアムに寄港し、11月20日にサンペドロに帰港した。
オーバーホールを終えた「トピカ」は西海岸での訓練を終え1947年9月22日、再び極東へ向かった。10月10日に横須賀に到着すると第71任務部隊に組み込まれ、国共内戦が勃発する中で上海と青島を拠点に華北沿岸を哨戒した。1948年3月初めに任務を終えた「トピカ」は3月8日に長崎に入港。佐世保と呉を訪問した後、4月25日にアメリカへ向けて出港し、5月7日にカリフォルニア州ロングビーチに到着した。同月末には真珠湾へ移動し、4か月のオーバーハールの後、西海岸へ戻った。10月下旬、ロングビーチとサンディエゴを拠点に任務を再開した。1949年2月25日、不活化の準備のためサンフランシスコに到着。6月18日に退役し、同地の太平洋予備艦隊施設に係留された。

### 1950年代
1957年初頭、「トピカ」はブルックリン海軍工廠に曳航され、4月15日からミサイル巡洋艦への改装作業が開始され、5月23日にCLG-8の艦籍番号が与えられた。3年間を要した改造により、6インチ砲塔2基と5インチ砲塔3基が撤去され、空いたスペースにテリアミサイルの発射装置と関連機器が設置された。

### 1960年代

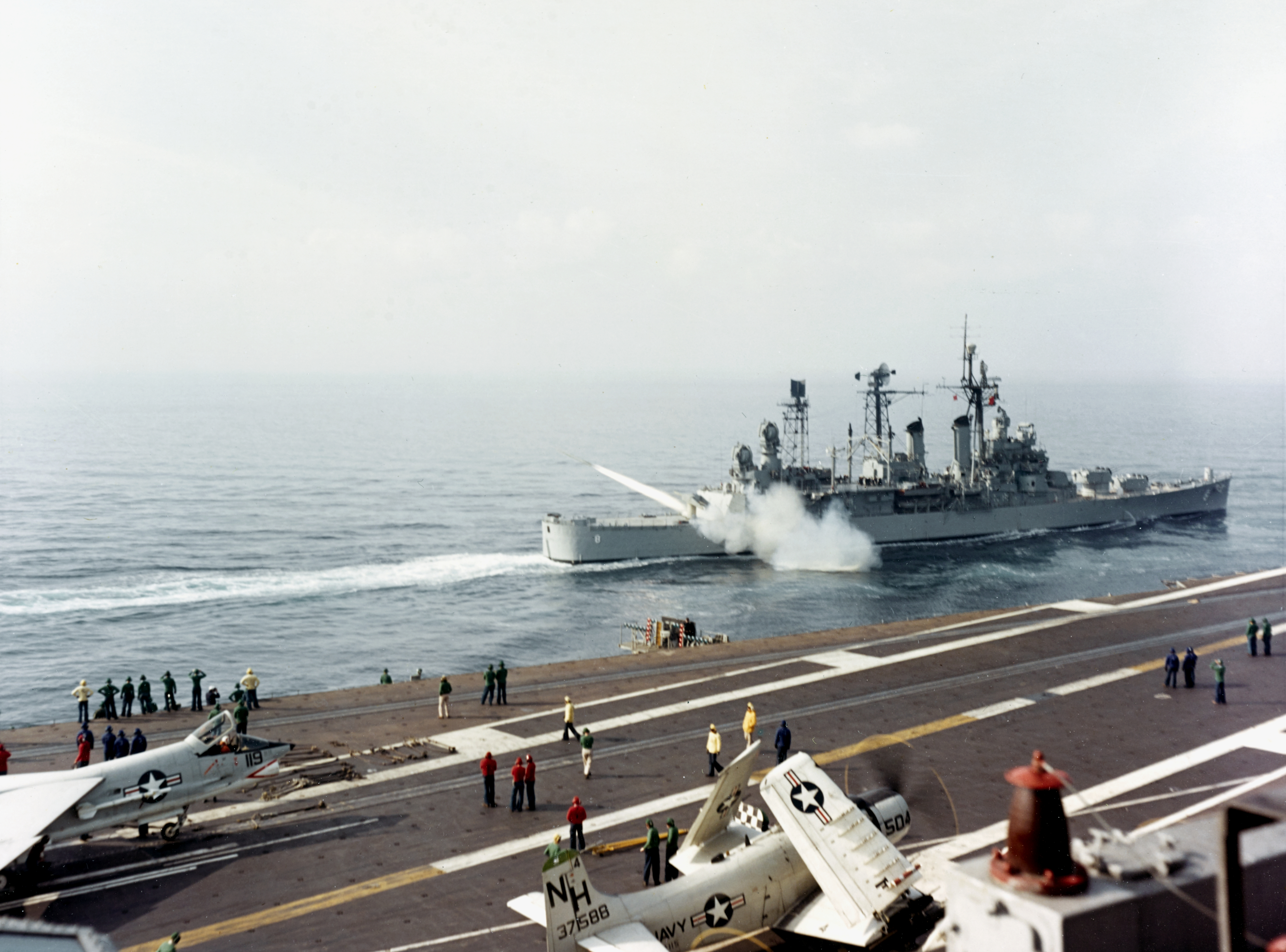
テリアミサイルを発射する「トピカ」（1961年11月8日）

1960年3月26日、「トピカ」は艦長フランク・L・ピニー・ジュニア大佐の指揮下で再就役した。7月、ニューヨークから西海岸へ移動した。8月～10月にかけて南カリフォルニア沖で慣熟訓練を行い、その後ロングビーチを母港として任務に就いた。その後の3年間は極東への派遣と西海岸での修理及び通常任務を交互に行った。2回の極東派遣では香港、フィリピン、沖縄と多くの日本の港を訪れ、第7艦隊や同盟国艦艇との演習に参加した。
1964年3月、再就役以来3度目の極東派遣が行われた。任務は5月の演習から始まり、その後は日本、台湾、フィリピン、マレーシアの港を訪問した。しかし8月2日、北ベトナムの魚雷艇が駆逐艦「マドックス (USS Madox, DD-731) 」を攻撃し、その2日後に「マドックス」と駆逐艦「ターナー・ジョイ(USS Turner Joy, DD-951)」に再度攻撃を試みたとされる、いわゆるトンキン湾事件が発生した。「トピカ」はトンキン湾での航行を命じられ、アメリカはベトナム戦争への関与を強めていき、1年後には本格参戦に至ることになる。1964年10月下旬、「トピカ」は帰国の途に就き、11月第2週の後半にロングビーチに帰港した。その後の1年間は出港と港での整備、第1艦隊との演習に従事した。
1965年11月29日、「トピカ」は共産主義勢力と戦うアメリカ軍と南ベトナム軍の支援任務のため極東に戻り、第7艦隊の巡洋艦・駆逐艦群の旗艦となった。「トピカ」は南シナ海とトンキン湾において艦砲射撃で陸上部隊を支援するとともに、空母部隊を支援して墜落した航空機搭乗員の捜索・救助を行った。任務中、横須賀・香港・マニラ・ダバオ・スービック湾に寄港するため前線を離れた。1966年5月28日、ロングビーチに帰港し、半年間の任務を終え、以降の5か月間は通常の任務に従事した。
10月31日、「トピカ」はサンフランシスコのハンターズ・ポイント海軍造船所でオーバーホールを受け、兵器システムが更新された。1967年3月13日、オーバーホールが終了し、試運転と再慣熟訓練が開始された。6月初旬に訓練は終了し、通常任務に戻った。8月1日、地中海派遣任務のためロングビーチを出港。8月12～13日にかけてバージニア州ノーフォークに寄港し、第12巡洋艦・駆逐艦隊司令部を乗艦させ8月14日にスペインのパルマ・デ・マヨルカに向けて出港した。8月20日、「トピカ」は第6艦隊と合流し、8月22日にミサイル巡洋艦「ガルベストン (USS Galveston, CLG-3) 」から第60.2任務群の旗艦を引き継いだ。9月下旬から10月上旬にかけて「トピカ」は地中海の東端で行われたNATO演習「イーガー・ビーバー」に参加し、10月中旬にはイオニア海とティレニア海で行われた作戦に参加した。
1968年1月、NATOの水陸共同演習に参加。1月12日、スペインのロタでミサイル巡洋艦「コロンバス (USS Columbus, CG-12) 」に旗艦を引き継いだ。帰国の途についた「トピカ」はプエルトリコとパナマ運河地帯に寄港した後、1月29日にロングビーチに帰港した。
2月2日、「トピカ」はロングビーチ海軍造船所で5週間の耐用試験に入った。3月15日にロングビーチを出港し、新たな母港であるフロリダ州メイポートへ向かった。3月29日に到着後、5月6日まで整備を受け、キューバのグアンタナモ湾での再訓練のため出港した。5月26日にメイポートへ戻ると再度の地中海派遣の準備に入った。
「トピカ」は6月29日にメイポートを出港し、プエルトリコ近海のクレブラ島で射撃訓練を行った後、大西洋を横断した。7月9日、マラガで「コロンバス」と交代し、第6艦隊での任務を開始した。地中海沿岸の全ての港を訪れ、東はエーゲ海、イオニア海から西はコート・ダジュールまで地中海のあらゆる海域で任務を行った。12月9日、ロタで第6艦隊での任務を終え、「コロンバス」と交代した。同日、メイポートへ向かい、10日後に到着した。
1969年1月30日に「トピカ」はメイポートを出航する。バージニア州ヨークタウンに寄港し搭載砲を撤去した後、ボストンに2月5日到着する。ボストンで不活性化を完了し、6月5日に退役する。トピカはフィラデルフィアに牽引され、予備役艦隊入りする。
「トピカ」は1973年12月1日に除籍され、1975年3月20日にサザン・スクラップ・マテリアル社にスクラップとして売却された。
「トピカ」は第二次世界大戦の戦功で2つの従軍星章およびベトナム戦争の戦功で3つの従軍星章を受章した。